# Dysgnathia mediopallens
Dysgnathia mediopallens är en fjärilsart som beskrevs av Bethune-Baker 1906. Dysgnathia mediopallens ingår i släktet Dysgnathia och familjen nattflyn. Inga underarter finns listade i Catalogue of Life.